# Финн (класс гоночных яхт)
Финн — бывший олимпийский класс гоночных яхт, швертбот-одиночка, сконструирован в 1949 году шведским конструктором-любителем Рихардом Сарби и с 1952 года заменил на олимпийских регатах устаревший Олимпик (класс яхт). Экипаж — 1 человек. Вооружение — кэт.
До 1962 года корпуса «Финнов» строились из дерева с обшивкой из реек или скорлупной конструкции из шпона. После того как Международным парусным союзом была разрешена постройка пластмассовых «Финнов», изготовлением их занялись сразу же несколько фирм. В СССР пластмассовые «Финны» изготавливала Таллинская экспериментальная верфь спортивного судостроения. В частности, лодки этого класса для всех участников Олимпиады-80 были построены в Таллине.
«Финн» является сугубо гоночной лодкой, очень чуткой к настройке, гибкости мачты, покрою парусов, массе гонщика и его положению в кокпите в зависимости от курса относительно ветра и его силы. Округлые обводы корпуса с достаточно плоским и широким днищем в корме способствуют глиссированию лодки в свежий ветер.
Наиболее известные верфи, занимающиеся изготовлением яхт этого олимпийского класса, располагаются на территории Великобритании, США, Венгрии, Польши, ЮАР, а ассоциации «Финнов» есть в 50 странах мира.

## Олимпийские призёры из СССР
Александр Чучелов, Валентин Манкин,  Виктор Потапов, Андрей Балашов.

## Чемпионат Мира 2005 года в Москве
Золотой Кубок (Чемпионат Мира) в классе "Финн" 2005 года состоялся с 09 по 18 сентября 2005 года. Организатор – ГУ "Дирекция спортивно и зрелищных мероприятий" и ГОУ "ЭШВСМ по парусным видам спорта" под патронажем Мэра Москвы, Губернатора Московской области совместно с Международной Ассоциацией класса "Финн" (IFA) и Всероссийской федерацией парусного спорта (ВФПС). Место проведения – акватория Пестовского водохранилища. Принимающий клуб – ГОУ "ЭШВСМ по парусным видам спорта" (ЦСП "Хлебниково" с 2014 года). Стоянка яхт была организована в районе деревни Михалёво, Пушкинский район, Московская область. Число участников - 98 человек. Для Чемпионата было закуплено 100 "Финнов" итальянского производителя Devoti Sailing. Лодки распределялись по жребию.

## Олимпийские перспективы класса
Класс «Финн» был включён в программу Летних Олимпийских Игр 2020 в Японии.
В начале 2018 года Международная федерация парусного спорта WS начала процедуру обсуждения видов и дисциплин в олимпийской программе парусного спорта на 2024 год. В частности, дебатировалось участие классов «Финн» и  «470». Окончание первой фазы дебатов состоялось в ноябре 2018 года.
4 ноября 2018 года решением совета WS, впоследствии одобренным конференцией, класс «Финн» исключён из олимпийской программы 2024 года.

## Иллюстрации

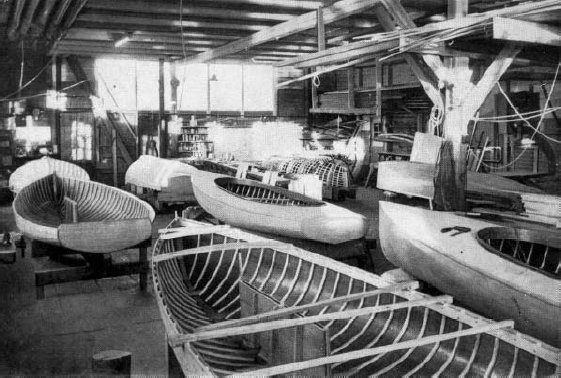
Сборка деревянных "Финнов" в цеху фирмы "Борессен", Дания, 1952
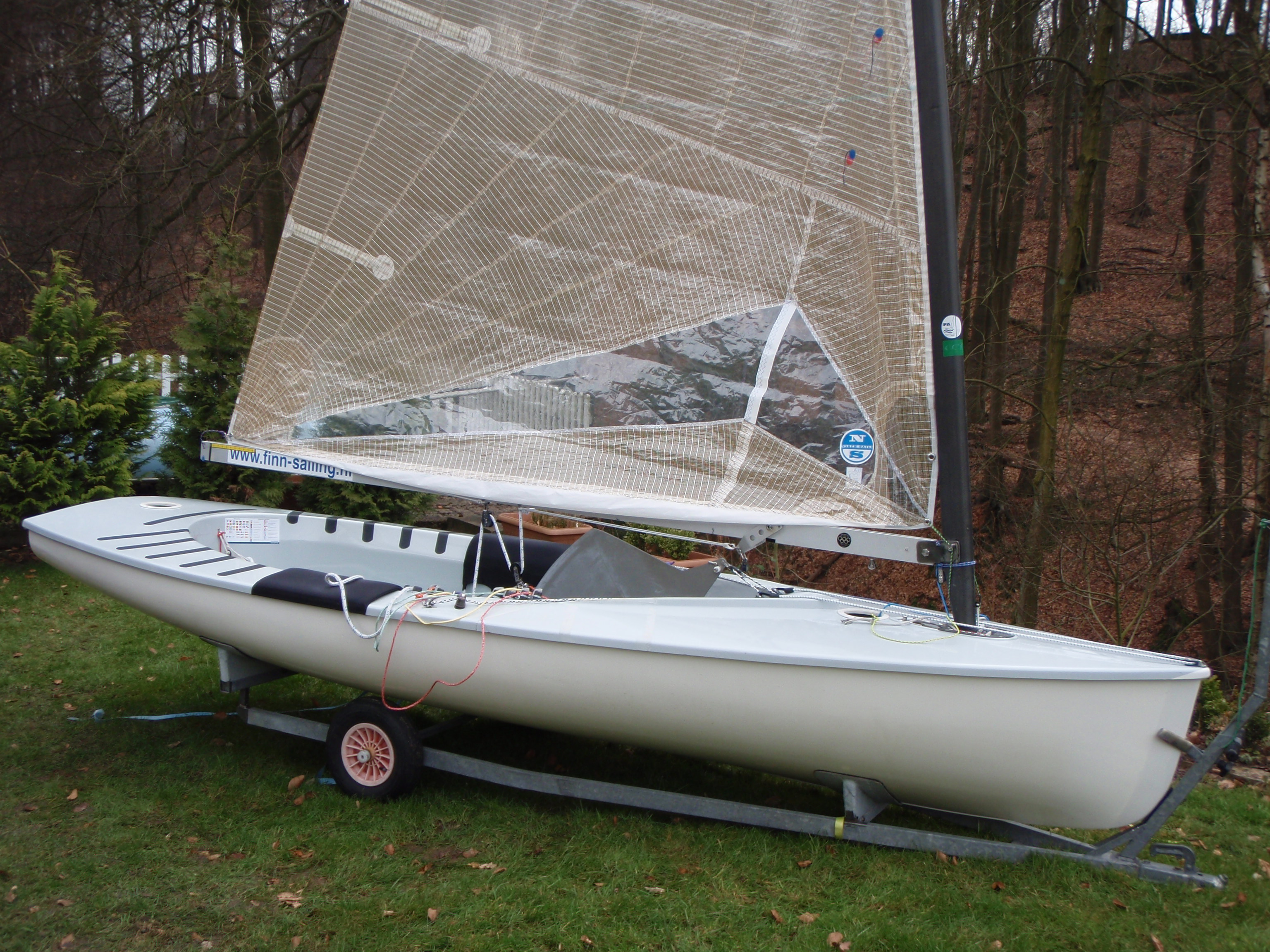
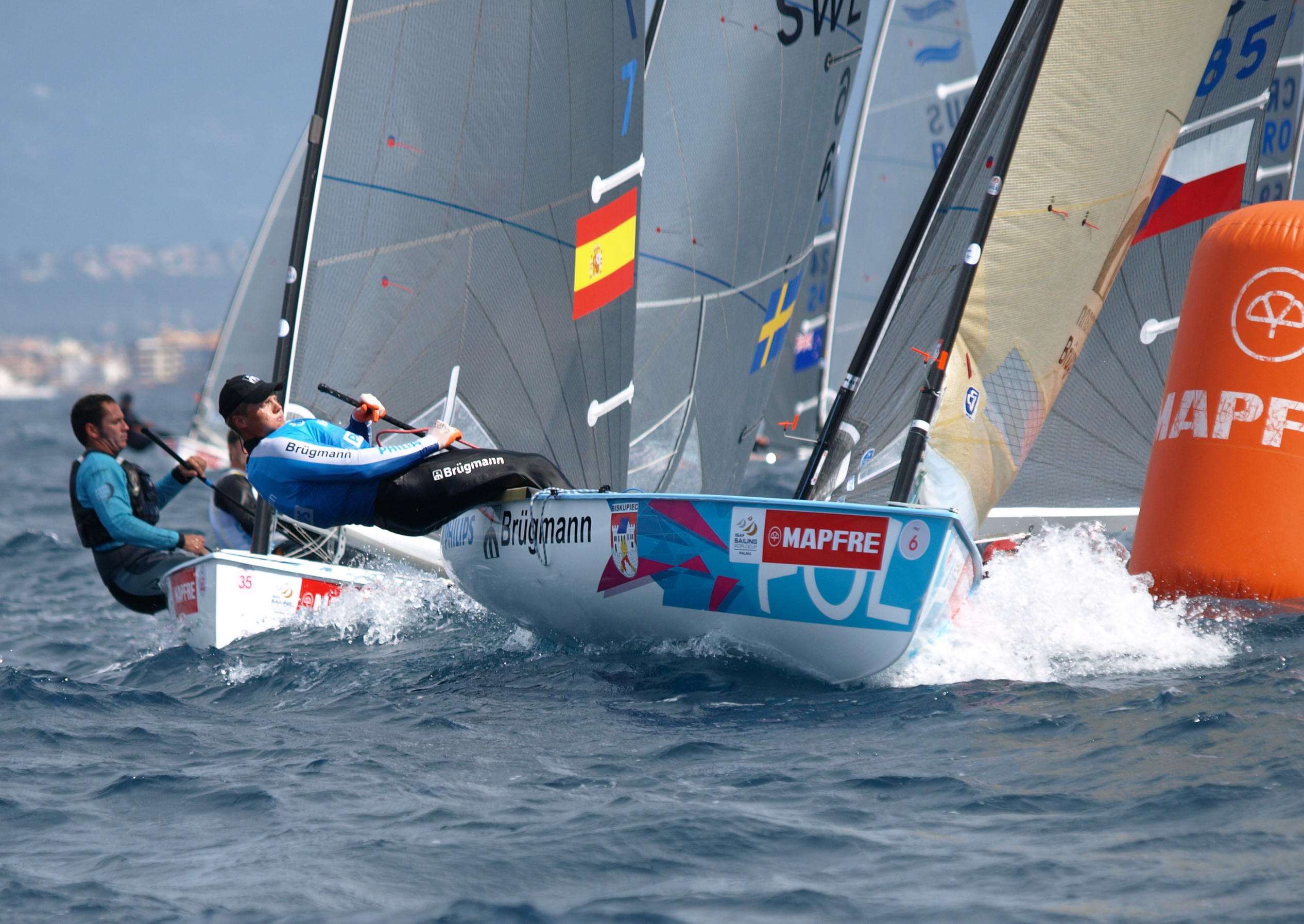
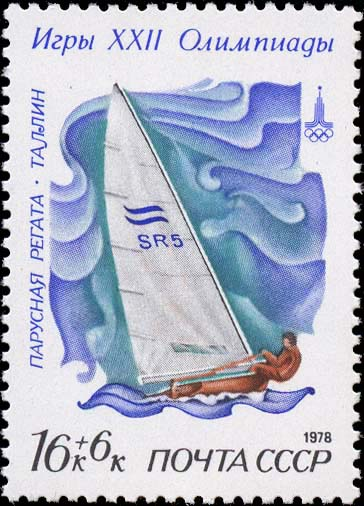
"Финн" в филателии СССР